# Jorge Mayorano
Jorge Mayorano (Buenos Aires, Argentina; 22 de mayo de 1946) es un actor de  cine, teatro y televisión y director de teatro de argentino.

## Carrera
Mayorano comenzó su carrera en teatro a comienzos de 1970. Actor dramático y de comedia, trabajó tanto de intérprete como de director en decenas de obras, entre ellas La cola, El mundo ha vivido equivocado, Cuando florece el corazón, Ricardo III, Los martes orquídeas, Esta noche nadie duerme, La mujer del año, El amor en pijama, Los días felices y La lección de anatomía.
En cine actuó como actor de reparto durante las décadas de 1970, 1980 y 1990, en películas como Alicia en el país de las maravillas, Los médicos, Vivir con alegría y El hombre de la deuda externa. Intervino en la pantalla grande bajo la dirección de figuras de la talla de Eduardo Plá, Fernando Ayala, Palito Ortega y Pablo Olivo.
Galán de telenovelas fue, sin lugar a dudas, la televisión la que le permitió ser conocido en todo el país con ficciones y teleteatros como Un mundo de veinte asientos con Claudio Levrino y Gabriela Gilli, El coraje de querer, Quiero morir mañana, Cuatro hombres para Eva, Mi amigo Martín, Amigos son los amigos, Teatro como en el teatro, Matrimonios y algo más, Sálvame María, El sodero de mi vida, Primicias y Verano del 98, entre muchos otros.
Retirado de la actuación por algunos años, se dedicó de lleno a la práctica del yoga y a explorar el mundo de las terapias alternativas y el de la vida extraterrestre. Volvió en 2005 en el papel de villano de la tira de Andrea del Boca y Juan Palomino, Sálvame María.

## Vida privada
En junio de 1980, fue noticia en los medios gráficos por un romance "inventado" con la actriz Cristina del Valle, con quien por ese momento ya había trabajado en teatro. Del Valle escribió una nota a Héctor Ricardo García, periodista redactor del Diario Crónica, para descalificar los rumores de amistad con Mayorano. En la nota, Cristina declaró: 

"Y la prueba está en que al señor Jorge Mayorano, además de los dos meses que trabajé con él en el teatro, no lo conozco. De persona a persona, no lo conozco. En mi vida me he sentado a tomar un café con él. Decir otra cosa es una infamia tan grande, no tiene "goyete"... el señor Mayorano no fue ni es más que un compañero en el teatro. Porque ni siquiera una escena con él tenía en la obra. Fíjese usted que ni siquiera hay una foto con él en la obra, porque de las otras ni hablar. Porque no existen ni podrá existir jamás. Y en lo que refiere a Miguel Ángel Solá, no sé ni dónde vive. Dicen que en un departamento de la calla Salta que yo frecuenté con Mayorano"

 Y agregó: 

"Yo no puedo entender que una editorial que tiene cinco publicaciones en la calle, pueda ensuciar 16 años de trabajo honesto de una mujer, cuya moral ha sido y es intachable. 16 años de trayectoria, de profesión. Honestamente no lo entiendo. Además es tan absurdo precisamente ahora, que Jorge Mayorano hace dos meses "se arregló" con su mujer, que están espléndidos, divinos y hasta se compraron un piso para vivir su segunda luna de miel. ¡Oh! es una cosa de locos, de locos, de dementes, porque en otra cosa no se puede creer..."

## Filmografía
- 1991: El travieso.
- 1991: Cita en Buenos Aires.
- 1987: El hombre de la deuda externa.
- 1979: Vivir con alegría.
- 1978: Los médicos.
- 1976: Alicia en el país de las maravillas.

## Televisión
- 2005: Sálvame María, como Arturo López Picasso.
- 2001: El sodero de mi vida.
- 2000: Primicias, como Sergio Zaba.
- 1999: Verano del 98, como Dubatti.
- 1998: Libre-mente.
- 1997: Socios y más, como Braulio.
- 1996: Gino, como Ángel.
- 1995: Poliladron, como Salerno.
- 1994: Alta Comedia, Eps: Quico y La caja de zapatos.
- 1993: Amigos son los amigos.
- 1993: La Flaca Escopeta.
- 1992: El precio del poder.
- 1992: Teatro como en el teatro.
- 1988: Matrimonios y algo más.
- 1987: Quiero morir mañana.
- 1984: Cuatro hombres para Eva.
- 1983: Mi amigo Martín.
- 1982: Todo tuyo, como Cacho.
- 1982: Un callejón en las nubes, como Obdulio.
- 1981: Tengo Calle, como Tito.
- 1981: Fiesta de aniversario de Canal 9.
- 1980: Un ángel en la ciudad, como Pablo.
- 1980: El coraje de querer, como Luciano Robles.
- 1979: Una escalera al cielo, como Damián.
- 1978/1979: Un mundo de veinte asientos, como Diego.
- 1978: La mujer frente al amor, como Ricardo.

## Teatro
- La cola.
- El mundo ha vivido equivocado.
- Contando a lo' diferentes.
- Cuando florece el corazón.
- Ricardo III.
- Los martes orquídeas.
- Matrimonios y algo más.
- Esta noche nadie duerme.
- La mujer del año.
- Eso nos gusta a todos.
- El amor en pijama.
- Una noche con usted, señora.
- Los días felices.
- La lección de anatomía.